# أسوكا سايتو
أسوكا سايتو (باليابانية: 齋藤 飛鳥) عارضة ومغنية وممثلة يابانية وعضوة في فرقة نوغيزاكا46. ولدت يوم 10 أغسطس 1998 في طوكيو.

## أعمالها

### أغاني
- MONDO GROSSO / 惑星タントラ [2]

## روابط خارجية
- أسوكا سايتو على موقع IMDb (الإنجليزية)
- أسوكا سايتو على موقع ميوزك برينز (الإنجليزية)
- أسوكا سايتو على موقع ديسكوغز (الإنجليزية)
- أسوكا سايتو على موقع ديسكوغز (الإنجليزية)
- أسوكا سايتو على موقع قاعدة بيانات الفيلم (الإنجليزية)